# Halvreaktion
Halvreaktion är en delprocess av en redoxreaktion, där antingen reduktionsreaktionen eller oxidationsreaktionen redovisas separat. En halvreaktion visar hur många elektroner som deltar i redoxreaktionen. Två motsatta halvreaktioner balanseras till en fullständig redoxreaktion.

## Exempel på halvreaktioner
H2 {\displaystyle \rightleftharpoons } 2H+ + 2e− (oxidation→ respektive reduktion←, normalpotential 0,000 V)
O2 + 4H+ +4e− {\displaystyle \rightleftharpoons } 2H2O (reduktion→ respektive oxidation←, normalpotential 1,229 V)
om dessa två halvreaktioner summeras (den översta ska dubbleras), fås följande redoxreaktion:
2H2 + O2 {\displaystyle \rightleftharpoons } 2H2O
Reaktionen åt vänster visar att sönderdelning av vatten ger vätgas och syrgas vid elektrolys. Reaktionen åt höger visar förbränning av vätgas i syrgas alternativt vad som sker i en H2/O2 bränslecell med sur elektrolyt vid strömuttag. Om bränslecellen arbetar med alkalisk elektrolyt skrivs reaktionerna lämpligen som:
H2 + 2 OH- → 2H2O + 2e- (normalpotential -0,828 V)
O2 + 2H2O + 4e- → 4 OH- (normalpotential +0,401 V)
Permanganatjonen fungerar som ett starkt oxidationsmedel i sur lösning enligt:
MnO4- + 8H+ + 5e- → Mn2+ + 4H2O (normalpotential 1,51 V)
och förmår oxidera många organiska ämnen.